# Elizabeth Butler
Elizabeth Butler, duchesse d'Ormond (née Lady Elizabeth Preston ; 25 juillet 1615-21 juillet 1684) est une aristocrate irlandaise et l'unique enfant de Richard Preston, 1er comte de Desmond et d'Elizabeth Butler, comtesse de Desmond. 

## Naissance et origines
Elizabeth Preston est née le 25 juillet 1615, probablement au château de Craigmillar à Midlothian, en Écosse. Elle est la seule enfant de Richard Preston, 1er comte de Desmond et Elizabeth Butler, comtesse de Desmond. Son père est un des fils cadets des Prestons de Craigmillar Castle qui était un favori de Jacques Ier et a été fait gentleman de sa chambre à coucher. Sa mère est la seule enfant survivante de Thomas Butler, 10e comte d'Ormond, appelé Black Tom et la veuve de Theobald Butler, 1er vicomte Butler de Tulleophelim. 
En 1628 après l'arbitrage de Jacques Ier du différend sur le patrimoine d'Ormond, Elizabeth hérite une grande partie du domaine d'Ormond après la mort de ses parents. 

## Mariage
À Noël 1629, elle épouse son cousin, James Butler,  titré vicomte Thurles à l'époque. C'est le titre de courtoisie de l'héritier apparent des comtes d'Ormond. Elle devient donc vicomtesse Thurles.
Ils ont huit fils, dont cinq sont morts dans l'enfance, et deux filles. Cinq enfants survivent jusqu'à l'âge adulte : 
1. Thomas (1634-1680), qui meurt avant son père, mais a un fils qui deviendra le 2e duc[5] ;
2. Richard (1639-1686), premier et dernier comte d'Arran de la première création du titre en 1662 et meurt lui aussi son père[6] ;
3. Elizabeth (1640–1665), qui épouse Philip Stanhope, 2e comte de Chesterfield [7] et a eu des relations avec James Hamilton [8] et le duc d'York[9] ;
4. John (1643-1677), qui devient comte de Gowran; [10] et
5. Mary (1646-1710), qui épouse William Cavendish, 1er duc de Devonshire[11].

En conséquence de ce mariage, la domaine d'Ormond de son grand-père, le 10 comte, est réuni. Elle et James vont vivre au château d'Ormonde à Carrick-on-Suir, dans le comté de Tipperary. 
En 1633, Elizabeth devient comtesse d'Ormond lorsque son mari succède au comté. Lady Ormond emménage dans le château de Kilkenny, le siège de la famille, lors du déclenchement de la rébellion de 1641, tandis que son mari prend le commandement de l'armée du roi à Dublin. Elle vit toujours dans le château lorsque Kilkenny devient la capitale de la Confédération catholique, où elle aide les réfugiés protestants. Elle les abrite dans le château jusqu'en 1642, date à laquelle elle est autorisée à rejoindre son mari à Dublin. Dans la ville, elle continue d'aider les réfugiés et aide au renforcement des défenses de Dublin lors d'un siège en 1646. 
Après la promotion de son mari au rang de marquis le 30 août 1642, elle devient marquise. Elle le suit en Angleterre en 1647 après la reddition de Dublin aux forces parlementaires. En 1648, alors qu'il renouvelle son soutien à la cause royaliste, Lady Ormond s'installe à Caen avec leurs enfants. Le marquis rejoint la famille en 1651, date à laquelle la famille n'a plus d'argent. En 1652, Butler et leurs enfants retournèrent en Angleterre pour plaider auprès de Cromwell pour le revenu de la terre qu'elle possède. Après un long délai, elle reçoit suffisamment de fonds en 1657 pour lui permettre de vivre chez elle à Dunmore, dans le comté de Kilkenny, avec la mise en garde qu'elle ne corresponde pas avec son mari. 
Après la restauration de Charles II, Butler envoie à son mari des informations politiques précieuses d'Irlande. Le couple est réuni plus tard en Angleterre. Son mari reçoit un duché en mars 1661, et en 1662, il est nommé seigneur lieutenant d'Irlande, servant jusqu'en 1669 et de nouveau de 1677 à 1685. Butler organise des divertissements et dépense généreusement pour restaurer et améliorer les domaines familiaux, mais sa correspondance personnelle révèle qu'elle s'inquiète des dettes de son mari et de ses fils. Sa santé commence à décliner en 1681 et elle meurt à Londres le 21 juillet 1684. Elle est enterrée à l'abbaye de Westminster le 24 juillet.